# Hanna-Barbera
Hanna-Barbera foi um estúdio de animação fundado em 1957, e absorvido pela Warner Bros. Animation em 2001. Ele foi fundado pela dupla de cartunistas norte-americanos William Hanna e Joseph Barbera, ex-diretores da divisão de animação da Metro-Goldwyn-Mayer e também criadores de Tom e Jerry.
O estúdio era conhecido por criar uma grande variedade de personagens animados populares, e por mais 30 anos produziu diversas séries de desenhos animados, sendo os mais conhecidos: Os Flintstones, Zé Colmeia, Os Jetsons, Corrida Maluca, Scooby-Doo e Smurfs. Hanna e Barbera ganharam juntos sete prêmios Oscar, oito prêmios Emmy, um Globo de Ouro, uma estrela na Calçada da Fama de Hollywood e também foram introduzidos no Hall da Fama da Academia de Televisão em 1993 por suas conquistas.
Fundado em 7 de julho de 1957 sob o nome de H-B Enterprises, posteriormente em 1959 sendo renomeada para Hanna-Barbera Productions. Inicialmente o estúdio tinha sua sede dentro do Kling Studios (atualmente Jim Henson Company Lot), anteriormente conhecido até 1953 como Charlie Chaplin Studios, foi a sede do estúdio até 1963, quando foi realocado para 3400 Cahuenga Boulevard que foi a sede da HB até 1998.
Vendido para a empresa Taft Broadcasting Co. em dezembro de 1966, passou por mais de duas décadas como sua subsidiária. No final de 1991, o estúdio foi comprado da Taft (então chamada de Great American Broadcasting) pela Turner Broadcasting System (empresa de Ted Turner), que usou muito do seu catálogo para a programação do Cartoon Network, seu novo canal de TV. Depois da Turner comprar a empresa, Bill Hanna e Joe Barbera continuaram como consultores criativos e mentores.
A Turner se fundiu com a Time Warner em 1996 e o estúdio tornou-se uma subsidiária da Warner Bros. Animation. Em 1998 após vários anos operando em 3400 Cahuenga Boulevard na Califórnia desde 1963 , o estúdio teve sua sede movida para Sherman Oaks Galleria, em Burbank, onde estava localizado a Warner Bros. Animation, a qual foi a sede da Hanna-Barbera até seu encerramento em 12 de março de 2001 e em seguida sua biblioteca se fundiu com o catálogo da Warner Bros, após William Hanna falecer em 22 de março de 2001, dissolvendo o estúdio por completo. Joseph Barbera e ex-funcionários do estúdio passaram a trabalhar na Warner Bros. Animation.
As produções do estúdio feitas durante a metade dos anos 1990 até 1998 feitas exclusivamente para o canal, tinham como detentora dos direitos autorais a própria Hanna-Barbera, produtos licenciados entre outros. Após a mudança da sede para a Sherman Oaks Galleria em 1998, a Cartoon Network Studios na época divisão do estúdio desde sua fundação em 1994, ganhou mais autonomia e com isso produções posteriores como As Meninas Superpoderosas já passaram a ter como detentora dos direitos autorais a Cartoon Network, assim como demais produções já trabalhadas antes da mudança da sede. Depois da absorção do estúdio em 2001, todas as produções feitas pelo estúdio para o canal, passaram a ser produzidas e receber por completo o rótulo da Cartoon Network Studios.
Nos anos 1990, o estúdio revelou Genndy Tartakovsky e Craig McCracken, que se tornariam os mais proeminentes criadores do Cartoon Network Studios, sucessor da HB. Revelou ainda Butch Hartman, que mais tarde seria contratado pela Nickelodeon, onde criou Danny Phantom e Os padrinhos mágicos . Genndy mais tarde sairia do Cartoon Network Studios e dirigiria a série de filmes Hotel Transylvania.
De 2001 a 2021, o estúdio existia apenas no nome, usado para licenciamentos e produções associadas com a biblioteca da Hanna-Barbera Productions, onde especificamente estão os personagens clássicos, até a criação da Hanna-Barbera Studios Europe em abril de 2021.  A biblioteca posterior após a compra da Turner sob o nome de Hanna-Barbera Cartoons passaram a ter o rótulo Cartoon Network Studios, a partir de 1998.

## História
William Hanna e Joseph Barbera se conheceram em 1937 e começaram a trabalhar juntos no estúdio de animação da Metro-Goldwyn-Mayer em 1939. Na década de 1940, enviaram seus desenhos para Walt Disney, que prometeu viajar até Nova Iorque na semana seguinte para contratá-los. Porém o mesmo nunca apareceu.
O primeiro projeto de animação criado e desenvolvido pelos dois foi o desenho Puss Gets the Boot (1940), que iniciou a premiada e popularíssima série Tom e Jerry. Em 7 de julho de 1957 foi fundado o estúdio Hanna-Barbera.

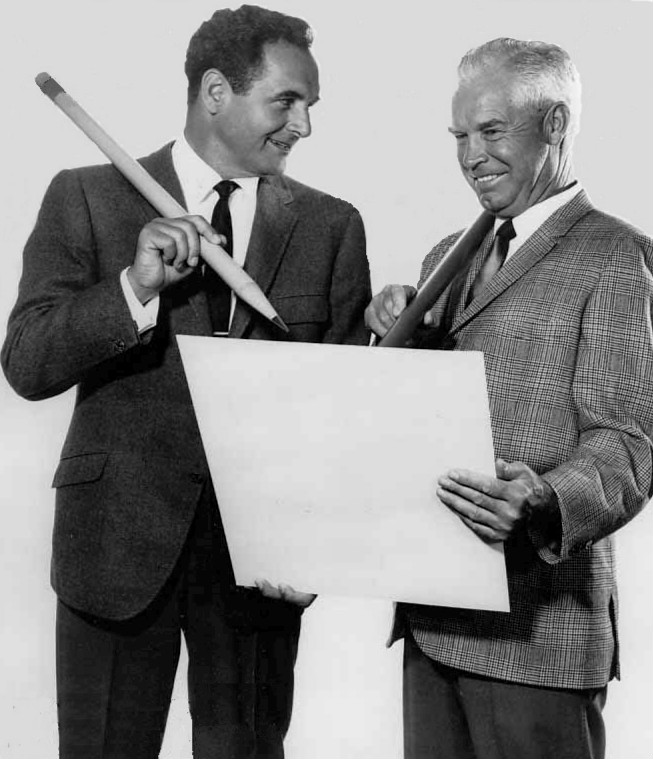
Joseph Barbera e William Hanna em 1965.

Com a popularização da televisão, Hanna e Barbera  passaram a desenvolver novos trabalhos e personagens para a essa mídia a partir de 1957. Seu primeiro sucesso foi a série Jambo & Ruivão, seguido dos famosos Dom Pixote, Plic, Ploc & Chuvisco, Zé Colméia, Pepe Legal, Bibo Pai e Bob Filho, Olho Vivo e Faro Fino e Loopy Le Beau, este último feito para exibição no cinema. Depois viriam as séries de horário nobre: Os Flintstones, Manda Chuva, Os Jetsons, Jonny Quest, dentre outros. No final da década de 1960 surgiria outro mega-sucesso: Scooby-Doo.
Em comparação com o trabalho cinematográfico anterior, a animação televisiva era bem precária, repetindo-se cenários de fundo e reaproveitando-se gestos e expressões dos personagens a exaustão. Mas o sucesso era garantido com as divertidíssimas piadas que recheavam os episódios e alegravam tanto adultos como crianças.

### Problemas financeiros
Em 1979, com a evolução da Marvel Comics e Filmation, os desenhos da companhia começaram a perder popularidade. Com o aumento das finanças e do material de animação, a companhia teve de efectuar a compra do material para o estrangeiro. Outro ponto que chama a atenção é que muitos dos desenhos animados que o estúdio produziu nos anos 1980 tiveram uma qualidade gráfica diferente e mais baixa que o normal. Para conseguirem manter a empresa aberta Hanna e Barbera deixaram para trás a criatividade e começaram a produzir animações baseadas, como Heidi's Song, Os Smurfs e Popeye and Son. Esse ponto abalou um pouco o historial de criações de Hanna e Barbera.

### Aquisição pela Turner e Absorção na Warner Bros. Animation
Em 1990, os estúdios da Hanna-Barbera foram contratados pela Turner Enterprises, conglomerado de comunicação do empresário Ted Turner, para produzir Tom & Jerry Kids (que adquiriu a franquia “Tom & Jerry” da MGM em 1986). Em 1991, a empresa foi adquirida pela Turner  - entre as empresas da Turner Enterprises estão os canais de tevê por assinatura CNN, TNT e Cartoon Network - e o nome "HB" hoje é usado apenas nas produções anteriores à compra.
Os maiores sucessos infantis das décadas de 1950, 1960, 1970, 1980 e 1990 perderam espaço desde o fim da década de 1990 até o meio da década de 2000. Em 1992, foi fundado o canal Cartoon Network, que exibiu alguns desenhos do Hanna-Barbera e da MGM. A partir daí, o monopólio Hanna-Barbera acabou e os desenhos clássicos, que dominavam a programação infantil da televisão, foram perdendo espaço até sumirem em 2010.
Em 21 de outubro de 1994 foi fundado o Cartoon Network Studios, inicialmente como uma divisão da Hanna-Barbera, focado para as produções originais do canal, mesmo que a empresa mãe levasse créditos na grande parte das produções do canal, posteriormente após a fusão com a Time Warner, o estúdio foi desativado temporariamente entre os anos 1996-1997, durante o processo de fusão com a Warner Bros., dando espaço quase total para HB produzir os originais do canal, durante esse período.
Em 1996, a Turner foi adquirida por outro conglomerado de comunicação, o Time-Warner e a antiga HB foi junto na transação. Muitos criticam tal aquisição como danosa à concorrência nos meios de entretenimento e jornalismo, já que ambas as empresas possuíam seus próprios departamentos de reportagens, filmes, séries de televisão e desenhos animados. Nesse último ponto, ainda não está claro o impacto que isto teve na qualidade das produções, já que a Hanna-Barbera e a Warner Bros. eram rivais ferrenhas na disputa pelos espectadores de desenhos.
Em 1998, a Hanna-Barbera teve sua sede movida para Sherman Oaks Galleria, onde operava a Warner Bros. Animation, operando ambas até a absorção da HB em 2001, o Cartoon Network Studios continuou a ser uma divisão da HB, até o ano 2000, quando o processo de desmembramento de ambos os estúdios foi concluída, quando ganhou seu próprio estúdio em Burbank tendo a presença de Joe Barbera na inauguração.
Em julho de 1999 o Cartoon Network Studios começa a ser separado da Hanna-Barbera, em favor do processo de fusão do estúdio com a Warner Bros, iniciado em 1996, após a fusão entre a Turner e Time Warner, sendo concluído em 2000.
Scooby-Doo e a Caçada Virtual, Tom e Jerry: O Anel Mágico e a quarta temporada de As Meninas Superpoderosas foram os últimos trabalhos a serem produzidos. Quando Hanna morreu em 22 de março de 2001, aos 90 anos, o estúdio foi absorvido pela Warner Bros. Animation, que assumiu toda produção ligada à HB e as novas produções e anteriores da Cartoon Network passaram a ser produzidas pela Cartoon Network Studios, que virou uma entidade separada.

## Novos projetos baseados nas propriedades clássicas (2001-presente)
Depois de absorver o estúdio, a Warner Bros. continuou produzindo conteúdo baseado nas propriedades clássicas da Hanna-Barbera, agora só existente no nome. Joe Barbera passou à trabalhar na Warner Bros. Animation em novos desenhos animados, incluindo O Que Há de Novo, Scooby-Doo, Salsicha e Scooby Atrás das Pistas e As Aventuras de Tom e Jerry, o curta de animação The Karate Guard, e seu último trabalho Tom e Jerry em O Quebra-Nozes, sendo este dedicado a sua memória, sendo lançado em 2007, Barbera morreu em sua casa, de causas naturais em 18 de dezembro de 2006, aos 95 anos.
Warner produziu filmes, incluindo  Zé Colméia em 2010 e Manda-Chuva: O Filme em 2011, e vários filmes de Scooby-Doo. Recentemente, Warner Animation Group lançou o filme Scoob! em 2020 que abriu o  universo cinematográfico de Hanna-Barbera.
Em 7 de abril de 2021, quase um mês após completar 20 anos desde a extinção do estúdio original, a Cartoon Network Studios Europe foi rebatizada para Hanna-Barbera Studios Europe, em homenagem ao estúdio americano original. 

## Merchandise
A Hanna-Barbera lançou seus primeiros títulos em VHS através da Worldvision Home Video, mas devido à mudança de direção da então proprietária Taft, que foi transformada em Great American Communications, a Worldvision foi vendida. Assim, a empresa de animação começou sua própria linha de vídeos, a Hanna-Barbera Home Video, que durou até 1991, quando a Turner Broadcasting System comprou o estúdio. Depois disso, todos os títulos da Hanna-Barbera foram distribuídos pela Turner Home Entertainment. Em seguida, após a fusão entre a Turner e a Time Warner, a Warner Home Video lidaria com os lançamentos de vídeos dos desenhos animados.
Em 29 de junho de 2017, a Warner Bros. comemorou o 60º Aniversário da formação do estúdio com a Coleção de Diamantes Hanna-Barbera da Warner Home Video, relançando as séries completas e séries dos desenhos animados em DVD.